# Heidi Albertsen
Heidi Albertsen (née le 1er septembre 1976) est un mannequin danoise. Elle est l'ambassadrice de bonne volonté de Life Project for Africa et de Lower Eastside Service Center,.

## Biographie
Albertsen est née à Copenhague, au Danemark. Elle a commencé à travailler à l'âge de dix ans comme livreuse de journaux dans sa ville natale de Copenhague. Elle a ensuite travaillé comme plongeur dans un restaurant et une boucherie, et elle a également vendu du chocolat dans une confiserie. Durant son enfance, Albertsen a lutté contre l'obésité mais a finalement réussi à perdre du poids, ce qui lui fera dire par la suite que cela l'avait « fortement encouragée à entrer dans le monde du mannequinat. »
À dix-sept ans, Albertsen a remporté la finale internationale de l'Elite Model Look en 1993, le concours de mannequinat annuel organisé par l'agence Elite Model Management qui attire plus de 350 000 candidates chaque année provenant de 800 villes dans 70 pays sur les cinq continents. Quelques semaines plus tard, elle s'installe à Manhattan pour entreprendre sa nouvelle carrière lancée de top model,,.

## Carrière
Albertsen est apparue dans des publicités dans les magazines et à la télévision tout au long de sa carrière. Depuis le milieu des années 1990, elle fut très présente dans les défilés, les magazines, les films et les publicités à travers le monde. Elle a été vue à l'intérieur et sur la couverture de Vogue, Harper's Bazaar, Elle, Sports Illustrated Swimsuit Issue, Cosmopolitan, Vanity Fair, Shape, Woman, M! ainsi que plusieurs magazines de fitness.
Elle a été le mannequin vedette de nombreuses campagnes de La Perla, L'Oréal, Guess, Nicole Miller, Roberto Cavalli et Victoria's Secret.
Elle est apparue sur MTV, E-Channel, Oxygen, Good Morning America et dans d'autres émissions. Albertsen a également travaillé pour American Express, Armani, Comme des Garçons, Clairol, Dove, Fruit of the Loom, Neutrogena, et Vera Wang, entre autres,.
Fitness magazine l'a désignée Plus beau corps de l'année 2000.
Albertsen a déclaré que certaines de ses séances photos préférées avaient eu lieu avec son amie et styliste, Nicole Miller ; le photographe Albert Watson à Nice, en France et le photographe Fabrizio Ferri à Milan, en Italie, tous deux pour Escada ; ainsi qu'avec le photographe Antoine Verglas pour la couverture et le calendrier du magazine Max.
En plus de sa présence dans les publicités dans les magazines et à la télévision, elle a également à son actif une carrière au cinéma avec Nicolas Cage dans Benjamin Gates et le Trésor des Templiers, Ben Stiller dans Zoolander, Woody Allen tournant Celebrity, et un film en IMAX de David Breashears Kilimanjaro : To the Roof of Africa pour la National Geographic Society,.
Albertsen a été choisie par Breashears en 2000 pour faire partie de l'équipe qui escaladerait le Kilimandjaro, la montagne isolée la plus haute du monde en Tanzanie, en Afrique. L'expédition comptait sept alpinistes dont Albertsen. Elle a terminé l'ascension deux fois, d'abord en juin 2000 puis en novembre de la même année. Albertsen a décrit les envies d'atteindre le sommet des 5 892 m de la montagne comme des expériences qui l'ont stimulée « physiquement, émotionnellement et intellectuellement. » Elle a documenté l'ascension par des croquis, des peintures, des photographies, et en filmant son propre documentaire.
Albertsen a fait des apparitions remarquables au sein de jurys lors de concours de beauté et de mannequinat. En 2005, Albertsen était un jury vedette lors du concours de Miss Univers, qui s'est tenu en Thaïlande,. En 1994, Albertsen était un jury vedette lors de la finale internationale du concours Elite Model Look à Ibiza, en Espagne. Entre 1995 et 1999, elle a été jury lors de concours nationaux de Elite Model Look au Danemark, en Indonésie et en Thaïlande.
En 2011, Albertsen était candidate dans la version danoise de l'émission de télévision MasterChef, laquelle a obtenu les meilleures audiences parmi toutes les versions nationales de MasterChef à travers l'Europe.

## Œuvres de bienfaisance
Albertsen a servi de porte-parole à de nombreuses œuvres de bienfaisance venant en aide aux enfants abandonnés, aux enfants vivant avec le VIH et le SIDA, et aux sans-abri,,. Elle continue à servir d'ambassadrice de bonne volonté de nombreuses œuvres de bienfaisance. Elle est l'ambassadrice en chef et porte-parole de Life Project for Africa, une organisation à but non lucratif qui vise à sauver des vies et à venir en aide aux plus démunis en Afrique à travers des services favorisant la santé, assurant l'éducation, luttant contre la pauvreté, et fournissant un toit aux sans-abri,. Elle est l'ambassadrice et la porte-parole du Lower Eastside Service Center (LESC), une organisation à but non lucratif qui vise à fournir une gamme complète de soins et de traitements pour les New-yorkais vivant avec une dépendance chimique et des problèmes de santé mentale. Elle milite pour le Pregnant Women and Infants Program (Programme pour les femmes enceintes et les nourrissons), un programme que le LESC a créé pour répondre aux besoins non satisfaits des femmes enceintes dépendantes aux opiacés. Elle milite également en faveur du Bridge2Life, une branche du LESC qui vise à venir en aide aux enfants des familles des quartiers pauvres qui sont sur la voie du rétablissement.

## Études
Entre 2006 et 2010, en parallèle de sa carrière de mannequin, Albertsen a poursuivi des études à temps partiel à New York à l'Académie américaine de design, au Hunter College, et à l'Université de la ville de New York. De plus, elle a complété sa formation à Parsons The New School for Design et à la Art Students League of New York.

## Vie personnelle
Albertsen milite pour un mode de vie sain et bien équilibré qui allie fitness, beauté, force et style. Elle est une grande sportive. Entre autres choses, elle cuisine, peint, escalade, fait du ski nautique, court des marathons, joue au tennis et au golf, et pratique le yoga. Elle réside dans l'arrondissement de Manhattan à New York,.